# Gitega (provins)
Gitega är en av Burundis 18 provinser. Huvudorten är Gitega. Provinsen har en yta på 1 978,96 km² och en befolkning på 725 223 invånare (2008).